# Брук Баллентайн
Брук Баллентайн (англ. Brooke Ballentyne, род. 13 июля 1982, Шарлотт, Северная Каролина) — американская порноактриса, лауреатка премии AVN Awards.

## Биография
Баллентайн выросла в строгой религиозной семье в Северной Каролине. Ей не разрешалось выходить с друзьями или иметь социальную жизнь. Согласно её словам, у неё был анальный секс в 17 лет с целью сохранения девственности, а затем вагинальный секс в 18 лет.
Брук начала карьеру в порноиндустрии с веб-съёмок в Северной Каролине, а затем отправилась в Лос-Анджелес, чтобы сниматься в фильмах для взрослых.
Согласно её странице на MySpace, она была «спасена» 30 марта 2008 года, и с тех пор прекратила съёмки.

## Премии и номинации
- 2004 AVN Award победа — Лучшая актриса второго плана — видео — Rawhide (Adam & Eve)[6]
- 2004 AVN Award победа — лучшее сольное исполнение — Screaming Orgasms 11 (New Sensations)[6]
- 2004 AVN Award номинация — лучшая сцена анального секса — видео —— Rawhide[7]
- 2004 AVN Award номинация — лучшая сцена триолизма — видео — 2 Dicks in 1 Chick 2[7]

## Фильмография
- 18 and Nasty 29 (2002)
- All Natural 11 (2002)
- Bring 'um Young 9 (2002)
- Down the Hatch 8 (2002)
- Just Over Eighteen 2 (2002)
- Lewd Conduct 13 (2002)
- Perverted POV 4 (2002)
- Rub The Muff 5 (2002)
- Service Animals 8 (2002)
- 2 Dicks in 1 Chick 2 (2003)
- American Ass 1 (2003)
- Anal Trainer 1 (2003)
- Anita Rose (2003)
- Backseat Driver 19 (2003)
- Bait 1 (2003)
- Barely Legal 37 (2003)
- Blastrovan 2 (2003)
- Bottom Feeders 8 (2003)
- Breakin' 'Em In 4 (2003)
- Contortionist (2003)
- Covert Pervert (2003)
- Cum Dumpsters 3 (2003)
- Cum Dumpsters 4 (2003)
- Cumstains 1 (2003)
- Dear Whore 1 (2003)
- Double Stuffed 2 (2003)
- Full Anal Access 1 (2003)
- Girlgasms 1 (2003)
- Hi-teen Club 3 (2003)
- Hot Bods And Tail Pipe 27 (2003)
- Indecent Desires (2003)
- I’ve Never Done That Before 12 (2003)
- Kittens 13 (2003)
- Lil Jon American Sex Series (2003)
- Load In Every Hole 3 (2003)
- Match Play (2003)
- Monkey Business (2003)
- No Holes Barred 1 (2003)
- Rain Coater’s Point of View 3 (2003)
- Rawhide 1 (2003)
- Screaming Orgasms 11 (2003)
- Sex with Young Girls 1 (2003)
- Straight To The A 4 (2003)
- Sweatin' It 7 (2003)
- Tales From The Script 2 (2003)
- Teen Power 1 (2003)
- Teen Tryouts Audition 23 (2003)
- Tell Me What You Want 2 (2003)
- Tits and Ass 3 (2003)
- V-eight 9 (2003)
- Vivid Games (2003)
- Warning I Fuck On The First Date 1 (2003)
- Wildest Sex Ever 3 (2003)
- 100 % Blowjobs 30 (2004)
- A2M 3 (2004)
- All Anal 3 (2004)
- Lil Jon And The Eastside Boyz American Sex Series (2004)
- My First Porno 1: Brooke (2004)
- Porno Dan’s D.C. Debauchery 3 (2004)
- Rock Hard 1 (2004)
- Spin The Booty (2004)
- Blowjob Fantasies 22 (2005)
- Here’s The Thing About My Blowjobs (2005)
- Hungry For Ass (2005)
- Porno Dan’s D.C. Debauchery 4 (2005)
- Blowjob 2 Blowjob (2006)
- Teeny Wet Panties (2007)